# NGC 1720
NGC 1720 је спирална галаксија у сазвежђу Еридан која се налази на NGC листи објеката дубоког неба.
Деклинација објекта је - 7° 51' 33" а ректасцензија 4h 59m 20,5s. Привидна величина (магнитуда) објекта NGC 1720 износи 13,1 а фотографска магнитуда 13,9. NGC 1720 је још познат и под ознакама MCG -1-13-41, IRAS 04569-0756, PGC 16485.